# Аугсбург (футбольний клуб)
«А́угсбург» (нім. FC Augsburg) — німецький футбольний клуб з однойменного міста.

## Історія
Клуб був заснований у 1907 році під назвою Футбольний клуб «Алеманія» Аугсбург. До Другої світової війни вищим досягненням «Аугсбурга» було друге місце в Гаулізі Баварія в 1940 році. Після війни він грав регулярно в Оберлізі Південь, іноді вилітаючи в нижчу лігу.
Після утворення Бундесліги «Аугсбург» залишився за її бортом виступаючи в нижчих лігах, лише в сезоні 1973/74 він був близький до успіху, коли для виходу в Бундеслігу йому не вистачило одного очка. В умовах наближення фінансового краху, «Аугсбург» об'єднався з футбольною командою суспільства «TSV Schwaben» Аугсбург в липні 1969 року, проте Schwaben залишилися незадоволені результатом об'єднання та відтворили власну футбольну команду в 1970 році.
Перший раз у Другій Бундеслізі клуб виступав у сезоні 1982/83, після чого аж до 2006 року грав у нижчих лігах Німеччини. У сезоні 2006/07 клуб знову став грати у Другій Бундеслізі, посівши 7-е місце. У сезоні 2009/10 «Аугсбург» посів третє місце у Другій Бундеслізі і отримав право поборотися за вихід у Першу Бундеслігу у стикових матчах з іншим баварським клубом — «Нюрнбергом», але програв у обох матчах — 0:1 на виїзді і 0:2 вдома.
У сезоні 2010/11 клуб пробився до вищого дивізіону, посівши 2 місце в Другій Бундеслізі. В дебютному сезоні у першій Бундеслізі клуб посів чотирнадцяту місце. Найкращим бомбардиром клубу тоді став кореєць Ку Джа-Чхоль. В сезоні 2014-15 «Аугсбург» став одним із відкриттів, посівше високе п'яте місце, залишивши позаду такі команди, як «Шальке» і «Боруссія» Дортмунд. Цей результат дозволив клубу вперше в історії пробитись до Ліги Європи.
16 серпня 2015 року було оголошено про рекордний трансфер в історії «Аугсбурга», коли захисник німецької команди Абдул Рахман Баба перейшов до англійського «Челсі». Хоча офіційну суму трансфера не було розголошено, відомо, що вона склала близько 20 мільйонів фунтів стерлінгів. Причому влітку 2014 «Аугсбург» заплатив за ганця лише в районі 2,5 мільйонів євро.

## Склад
Станом на 8 серпня 2025
| №  | Поз. | Нац.       | Гравець                     |
| -- | ---- | ---------- | --------------------------- |
| 1  | ВР   | Німеччина  | Фінн Дамен                  |
| 3  | ЗХ   | Данія      | Мадс Педерсен               |
| 4  | ПЗ   | Франція    | Ан-Ноа Массенго             |
| 5  | ЗХ   | Франція    | Кріслен Матсіма             |
| 6  | ЗХ   | Нідерланди | Джеффрі Гоувелеув (капітан) |
| 7  | НП   | Німеччина  | Юсуф Кабадаї                |
| 8  | ПЗ   | Косово     | Елвіс Реджбечай             |
| 9  | НП   | ДР Конго   | Самюель Ессенде             |
| 10 | ПЗ   | Німеччина  | Арне Маєр                   |
| 11 | ЗХ   | Німеччина  | Маріус Вольф                |
| 13 | ЗХ   | Греція     | Дімітріс Яннуліс            |
| 15 | НП   | Бенін      | Стів Муньє                  |
| 16 | ЗХ   | Швейцарія  | Седрік Цезігер              |
| 17 | ПЗ   | Хорватія   | Кристиян Якич               |

| №  | Поз. | Нац.      | Гравець            |
| -- | ---- | --------- | ------------------ |
| 18 | ПЗ   | Німеччина | Тім Брайтгаупт     |
| 19 | ЗХ   | Німеччина | Робін Феллгауер    |
| 20 | ПЗ   | Франція   | Алексіс Клод-Моріс |
| 21 | НП   | Німеччина | Філліп Тітц        |
| 22 | ВР   | Хорватія  | Недилько Лабрович  |
| 23 | ЗХ   | Німеччина | Максиміліан Бауер  |
| 25 | ВР   | Німеччина | Даніел Кляйн       |
| 26 | НП   | Туніс     | Еліас Саад         |
| 29 | НП   | Франція   | Кіліан Донг        |
| 31 | ЗХ   | Німеччина | Кевен Шлоттербек   |
| 36 | ПЗ   | Німеччина | Мерт Кемюр         |
| 42 | ПЗ   | Туреччина | Махмут Кюджюксахін |
| 47 | ЗХ   | США       | Ноакай Бенкс       |